# Адкинс, Элизабет
Элизабет Адкинс (англ. Elizabeth Adkins; 1696, St Giles in the Fields — 1747, Лондон) также известна как Молл Кинг, Молл Берд, Мэри Годсон, Мэри и Мария Годсон — британская предпринимательница и воровка, видная фигура преступного мира Лондона в первой половине XVIII века. Владела таверной и вместе со своим мужем Томом Кингом курировала криминальный бизнес в сфере проституции и карманных краж. Историк Джеральд Хоусон утверждает в своей книге 1985 года «Генерал воров: Джонатан Уайлд и начало криминала и коррупции как образа жизни в Англии XVIII века», что история Элизабет Адкинс вдохновила Даниэля Дефо к написанию известного романа «Молль Флэндерс».

## Биография

### Детство и юность
Согласно книге, опубликованной анонимным автором в 1747 году, Адкинс родилась в 1696 году. Обычно её связывают с именем известного лондонского преступника по имени Молл Кинг. При этом, согласно судебным документам, Молл Кинг родился по меньшей мере за двадцать лет до 1747 года.
В книге «Жизнь и характер Молл Кинг» утверждается, что отец Адкинс был сапожником и что её мать продавала рыбу, фрукты и зелень. Кроме того, предполагается, что родители заставляли Элизабет ещё в юности зарабатывать проституцией.

### Криминальная карьера
Адкинс вышла замуж за человека по имени Томас Кинг в четырнадцать лет. А всего несколько лет спустя проживала с Уильямом Мюрреем. Позднее Адкинс подружилась со знаменитой куртизанкой Салли Солсбери и начала свою собственную карьеру в сфере проституции. В это время, между 1715 и 1720 годами, Элизабет начала использовать псевдоним Мэри Годсон. Вскоре она вошла в тесный контакт с печально известным лондонским преступником Джонатаном Уайлдом, у которого научилась быть ловкой воровкой-карманницей.
В октябре 1718 года Адкинс, упоминаемая в юридических документах как Молл Кинг, была арестована за кражу золотых часов у женщины возле церкви Святой Анны в Сохо. Элизабет приговорили к семи годам ссылки в Америку. Позже она была поймана при попытке вернуться в Англию и приговорена к смертной казни. Предполагается, что связь Адкинс с известным преступником Джонатаном Уайлдом спасла девушку от казни.
Адкинс вернулась к своему первому мужу Кингу и они начали бизнес по продаже орехов. Ещё в 1717 году в документах упоминалась кофейня Томаса Кинга. Гостями заведения были многие известные проститутки и сутенёрши Лондона, в том числе Элизабет Нидхэм. Ряд источников, в том числе «Жизнь и характер Молл Кинг», свидетельствует, что Адкинс продолжала заниматься преступной деятельностью вместе с Джонатаном Уайлдом, одновременно помогая мужу управлять кофейней. В своей параллельной жизни Элизабет Адкинс стала известна как процентщица по имени Молл Кинг.

### Последние годы
В 1721 году Адкинс была снова арестована (как Молл Кинг) и приговорена к заключению в Ньюгетской тюрьме. В судебных документах по этому делу преступница называется Молл Кинг (с прозвищами Молл Бёрд и Мэри Годсон).
В 1723 году мужчина по имени Джон Стэнли был повешен за убийство своей любовницы. Согласно книге, опубликованной после смерти Стэнли, он был хорошо знаком с Моллом Кингом. Первый муж Элизабет умер в 1739 году, предположительно из-за алкоголизма. В свою очередь его супруга, которая лишь недавно вышла из тюрьмы, была вновь арестована вскоре после смерти мужа за содержание притона. Её активность в мире криминала возросла, и она получила новое прозвище «Вираго». В 1734 году Элизабет Адкинс, как утверждается, была приговорена к новой ссылке в Америку. Не ясно, когда она вернулась в Лондон, но в 1747 году Адкинс скончалась в доме на Хаверсток. Ей был пятьдесят один год (по другим данным семьдесят один год).
Адкинс оставила накопленные деньги и всё состояние сыну, умудрившись финансировать его обучение в Итонском колледже.